# Acorypha macracantha
Acorypha macracantha är en insektsart som först beskrevs av Martínez y Fernández-castillo 1898.  Acorypha macracantha ingår i släktet Acorypha och familjen gräshoppor. Inga underarter finns listade i Catalogue of Life.